# Peter Crüger
Peter Crüger ou Peter Krüger (Königsberg, 1580 — 1639) foi um matemático, astrônomo e polímata alemão. Foi professor de Johannes Hevelius.
A cratera Crüger na Lua é denominada em sua homenagem.